# Лінії тренду

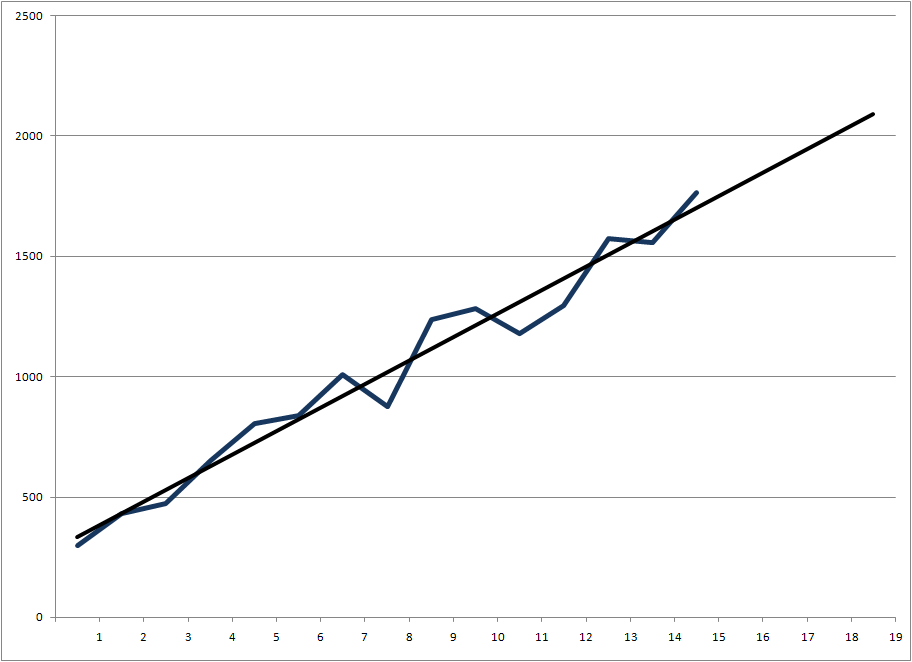

Лінії тренду — елемент апарату технічного аналізу, який використовується, зокрема, для виявлення тенденцій зміни цін на різних видах бірж.
Лінії тренду є геометричним відображенням середніх значень аналізованих показників, отримане за допомогою будь-якої математичної функції. Вибір функції для побудови лінії тренду зазвичай визначається характером зміни даних у часі.
Виділяється три типи трендів:
- «Бичачий» (зростаючий) — ціни ростуть (від порівняння з биком, який піднімає рогами вгору);
- «Ведмежий» (падаючий) — ціни падають (від порівняння з ведмедем, який б'є лапою вниз);
- «Флет» (бічний) — ціни знаходяться в цінових діапазонах. Як правило, консолідація відбувається перед наступним зростанням або падінням.